# Petroica rodinogaster
A lilabegy (Petroica rodinogaster) a madarak osztályának a verébalakúak (Passeriformes) rendjéhez és a  cinegelégykapó-félék (Petroicidae) családjához tartozó faj.

## Rendszerezése
A fajt Pierre Auguste Joseph Drapiez belga ornitológus írta le 1819-ben, a Saxicola nembe Saxicola Rodinogaster néven.

## Előfordulása
Ausztrália délkeleti részén, valamint Tasmania szigetén honos. Természetes élőhelyei a szubtrópusi és trópusi lombhullató erdők és mérsékelt övi erdők. Vonuló faj.

## Alfajai
- Petroica rodinogaster inexpectata Mathews, 1912
- Petroica rodinogaster rodinogaster (Drapiez, 1819)[2]

## Megjelenése
Testhossza 13 centiméter, testtömege 9–11 gramm. A hím tollazata felül barnás-fekete, torka és feje fekete, rózsaszín a melle, amely kiterjed egészen a hasáig. A tojó olíva-barnás színű.
|  |

## Életmódja
Rovarokkal és más ízeltlábúakkal táplálkozik.

## Szaporodása
Költési időszaka szeptembertől márciusig tart. Fészekalja 3-4 tojásból áll, melyen a tojó kotlik 16 napig, a hím pedig eteti őket.

## Természetvédelmi helyzete
Az elterjedési területe elég nagy, egyedszáma viszont csökken, de még nem éri el a kritikus szintet. A Természetvédelmi Világszövetség Vörös listáján nem fenyegetett fajként szerepel.